# آی لینوئر
آی لینوئر (انگلیسی: Ailinuer؛ زادهٔ ۱۶ ژوئیهٔ ۱۹۷۹) کشتی‌گیر اهل چین بود. وی در بازی‌های المپیک تابستانی ۲۰۰۴ شرکت کرده‌است.